# 潘士達
潘士達（1567年—1611年），字再聞，號完璞、完樸，浙江湖州府烏程縣籍，安吉州人，明朝政治人物。

## 生平
萬曆十年（1582年）壬午科浙江鄉試舉人，二十六歲中萬曆二十年（1592年）壬辰科三甲第二百二十二名進士。工部觀政，二十一年授江西臨江府推官，二十五年福建同考，二十六年行取，二十八年患病（下朝時偶然墜馬）。二十九年升添注禮部主事，三十三年升員外郎、郎中。三十四年（1606年）十一月出為廣東提學副使，三十八年（1610年）三月升江西右參政。以入賀萬壽節，三十九年六月卒於途中。

## 著作
輯有《論語外篇》二十卷。

## 家族
曾祖潘鉞；祖父潘雲，廣德州同知；继祖父潘霞；父潘秉純，生员，封刑部員外郎。
有弟潘士遴。長女適烏程閔及申。